# Бари, Назми
Назми Бари (тур. Nazmi Bari, 13 ноября 1929, Стамбул — 20 сентября 2008, Стамбул) — турецкий теннисист. Первый теннисист, представлявший Турцию на турнирах Большого шлема.

## Биография
Назми Бари родился 13 ноября 1929 года в районе Ферикёй в Константинополе (сейчас Стамбул).
С 6-7 лет занимался футболом. Начал играть в теннис в 1945 году, случайно попав на корт. Со временем пополнил состав теннисного клуба Анкары.
В 1951—1965 годах 15 раз подряд выигрывал чемпионат Турции по теннису. В 1954—1960 годах признавался лучшим теннисистом года в стране. 21 раз побеждал на международных турнирах.
В 1959 году стал первым турецким теннисистом, участвовавшим в турнире Большого шлема: выступал в Уимблдонском турнире, но не преодолел квалификацию. В 1963 году участвовал в открытом чемпионате США, в первом круге проиграл Ричарду Сорлейну из США — 3:6, 4:6, 3:6.
В 1952—1965 годах выступал за сборную Турции в матчах европейской зоны Кубка Дэвиса.
В 1966—1979 годах работал тренером.
Умер 20 сентября 2008 года в Стамбуле в больнице, где проходил лечение.

## Память
С 2008 года в Турции разыгрывается детский теннисный турнир «Кубок Назми Бари».